# شابحة (مغنية)
لالة شابحة الزواوية (1905م)، مغنية جزائرية مختصة في طابع أشويق ضمن الموسيقى الأمازيغية. اسمها الحقيقي شابحة.

## مسيرتها

### النشأة
وُلدت الفنانة «شابحة» أثناء السنوات الأولى من القرن العشرين في منطقة القبائل أثناء الاحتلال الفرنسي للجزائر · .
وقد استقرت خلال سنة 1920م، بعد زواجها، في بلدية بوزريعة ثم في بلدية الأبيار ضمن مدينة الجزائر · .
وهي أول امرأة زواوية تغني باللغة القبائلية في الحفلات العامة في مدينة الجزائر وخارجها، قبل أن تلتحق بها الفنانة ونيسة حليمة قديم في سنة 1924م لتكون هذه الأخيرة أول امرأة زواوية تغني باللغة القبائلية في الإذاعة الجزائرية.

### جمعية المطربية

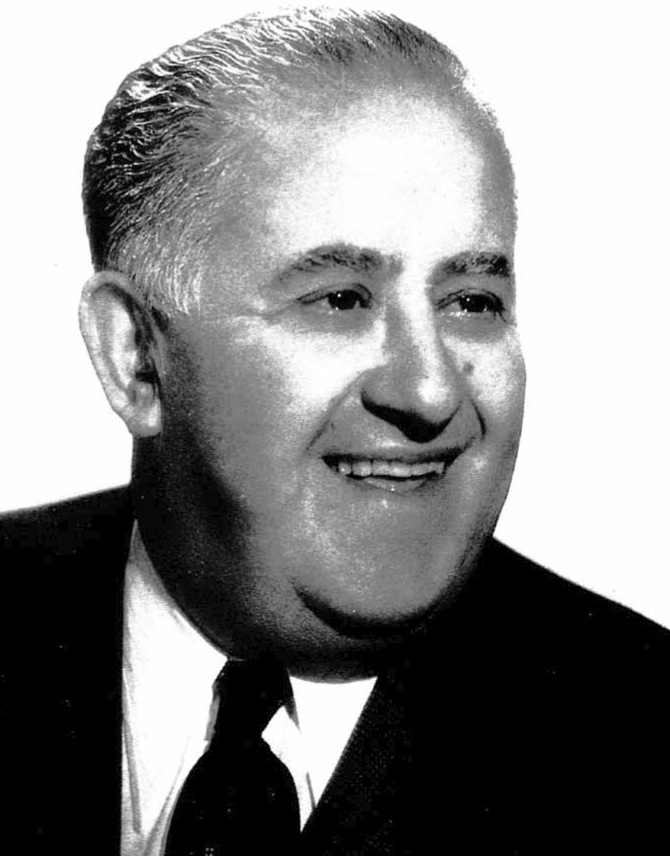
محي الدين بشطارزي (1897م-1986م)

بعد أن استلم الفنان محي الدين بشطارزي مسؤولية جمعية المطربية في سنة 1923م من طرف إدموند يافيل، قام بالاستعانة بالموهبة الغنائية للفنانة «شابحة» · .
وحينما كان محي الدين بشطارزي رئيسا لهذه الجمعية، كان يستضيف «شابحة» من أجل تنشيط الحفلات المختلفة التي كان ينظمها بمشاركة الفنان علي سلالي.
فصارت «شابحة» أول مغنية زواوية احترافية في طابع أشويق تدخل الساحة الفنية في مدينة الجزائر، بعد أن سبقتها الفنانة النايلية حابة، ثم الفنانة العاصمية يامنة بنت الحاج المهدي، ثم الفنانة البسكرية مريم فكاي، ثم الفنانة التلمسانية الشيخة طيطمة.

### جولة فرنسا وبلجيكا
قامت الآنسة «شابحة» رفقة زميلتها الفنانة ماري سوسان بجولة فنية كبيرة في فرنسا ثم بلجيكا خلال شهر أوت 1928م · .
وكانت هذه الجولة من تنظيم جمعية المطربية قصد إحياء حفلات موسيقية لجمع تبرعات وإعانات مالية من سكان هذين البلدين تلبية لاحتياجات المنكوبين في الجزائر · .
فزارت الفنانة الآنسة «شابحة» مدن بروكسل، أنتويرب، أوستند، باريس، فيشي، ليون، ومارسيليا.
وكانت مداخيل هذه الحفلات موجهة لإسعاف منكوبي المنطقة الوهرانية بمبلغ جاوز 4 000 فرنك فرنسي لتلبية احتياجات ضحايا فيضانات شهر ديسمبر 1927م · .
كما قامت الفنانتان «شابحة» وماري سوسان خلال الحفل الذي أقيم في مدينة مارسيليا بجمع تبرعات بلغت قيمتها 615 فرنك فرنسي قصد توجيهها لإسعاف منكوبي منطقة جيجل.
وقد رافق الفنانتين في جولتهما كل من المغني محي الدين بشطارزي والمغنية الرقاصة مريم فكاي بالإضافة إلى قائد الأوركسترا يوسف كسبي مع جوقه المكون من 30 موسيقيا ومغنيا.

### حفل ساحة بور سعيد

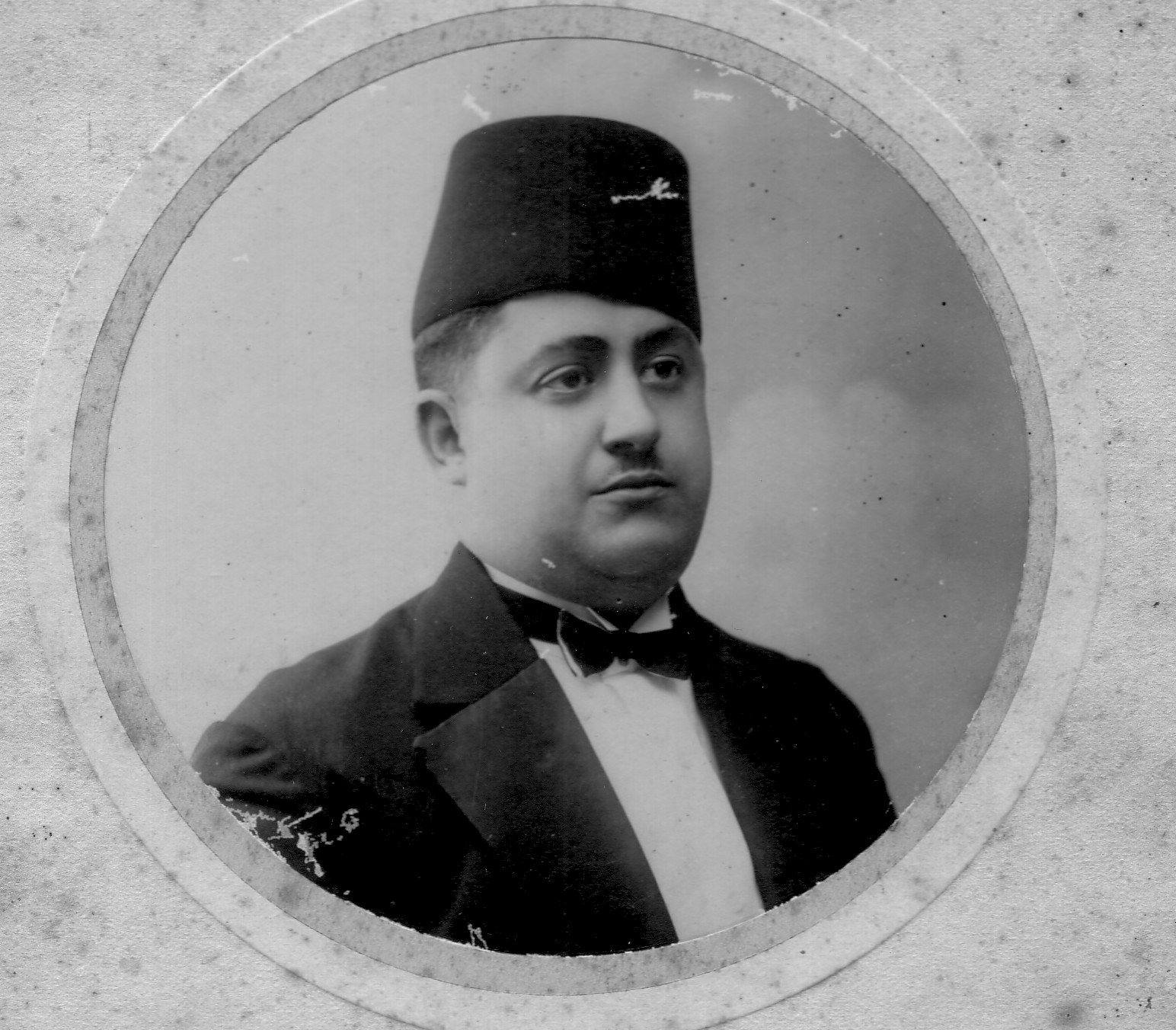
محي الدين بشطارزي (1897م-1986م)

شاركت الفنانة الآنسة «شابحة» خلال يوم 27 سبتمبر 1928م في تنشيط حفل موسيقي وغنائي في مدينة الجزائر · .
وقد تم تنظيم هذه التظاهرة الفنية في ساحة بور سعيد عند مدخل قصبة الجزائر · .
وهذا الحفل المسائي الذي أشرفت عليه جمعية المطربية كان هدفه جمع التبرعات قصد إسعاف منكوبي منطقة جيجل · .

### الموهبة الغنائية
لقد تألقت الفنانة الزواوية «شابحة» في مدينة الجزائر مباشرة بعد الحرب العالمية الأولى لتصير مع الفنانة ونيسة أولى النساء الزواويات اللواتي أخذن في الاستعادة التدريجية للهوية الثقافية الجزائرية داخل المنظومة الاستيطانية الفرنسية · .
وقد شاركت في يوم السبت 24 أوت 1929م في حفل عاصمي بهيج جمعها مع الفنانين محي الدين بشطارزي ومريم فكاي · .
وكان المغني والموسيقي ساسي لبراتي يعزف ويؤدي أغان خلال هذا الحفل على آلة المندولين · .

### الالتحاق بالإذاعة الجزائرية

الحاج محمد العنقة

شاركت الفنانة «شابحة» مع زميلتيها ونيسة حليمة قديم ويمينة فروجة أعراب خلال عام 1936م في تأسيس القناة الإذاعية الثانية الناطقة باللغة القبائلية التي كان يرأسها فتح الله بن حسين.
وكان هذا القسم الإذاعي تابعا آنذاك لمؤسسة إذاعة مدينة الجزائر (بالفرنسية: Radio-Alger)‏ التي تم إنشاؤها قبل ذلك خلال عام 1929م.
فساهم معهما الفنان نور الدين مزيان [الفرنسية] في تحويل هذا القسم الإذاعي إلى مشتلة ثقافية وطنية تلتقي فيها المواهب الفنية الناطقة باللغة الأمازيغية لإنتاج البرامج الإذاعية والسكاتشات والأغاني.
وفي مقر هذه الإذاعة الأمازيغية، الواقع وقتئذ في "شارع بيار بيرتيزين (بالفرنسية: Rue Pierre Berthezène)‏"، تفتقت قريحة الفنانة «شابحة» مع زميلاتها الأخريات يمينة فروجة أعراب، وزينة وحسنة على أداء فني وغنائي متميز.
وكانت «مجموعة لالة ونيسة» هي المؤسِّسة الفعلية للغناء الإذاعي الزواوي في الجزائر، وذلك عبر الثلاثي: ونيسة حليمة قديم، ويمينة فروجة أعراب، وزينة وردية مهداوي.
كما كانت تجهيزات هذا القسم الإذاعي، المدعو "محطة لافارج (بالفرنسية: Station Lafarge)‏"، موجودة في قبو "قاعة ابن خلدون (بالفرنسية: Salle Pierre Bordes)‏" آنذاك.
وكانت الأوركسترا الإذاعية التي أسسها الشيخ نور الدين مزيان [الفرنسية] هي التي سمحت لهؤلاء الفنانات في هذه الإذاعة بتسجيل أغانيهن.
وتكونت هذه الأوركسترا من العديد من الموسيقيين الذين من بينهم «الشيخ الناموس»، «سيد علي أحمد مجدول»، و«الحاج منور» الذين أسهموا في إنشاء وإنجاح المسرح الإذاعي [الفرنسية] والأغنية الساخرة [الفرنسية].
فبزغت حينئذ موهبة فنانين إذاعيين آخرين مع الفنانة «شابحة» من بينهم «كمال حمادي»، و«يوسف أبجاوي»، و«محند رشيد»، و«رشيد مزيان» تحت إشراف الحاج محمد العنقة.
فصارت الفنانة «شابحة» محاطة إثر ذلك بكوكبة من الفنانات الزواويات اللواتي من بينهن: زينة، وشريفة، وجيدة، وحنيفة، ووريدة، وونيسة.

### تطوير القناة الإذاعية الثانية

القناة الإذاعية الثانية ضمن الإذاعة الجزائرية

بعد أن صارت الفنانة «شابحة» متمرسة في العمل الفني ضمن القناة الإذاعية الثانية، أخذت تبحث في وسطها الاجتماعي داخل مدينة الجزائر عن نسوة زواويات ذوات أصوات مناسبة للتنشيط الإذاعي والغناء الزواوي · .
فقامت الفنانة «شابحة»، التي كانت جارة «جوهرة باشان» في بلدية بوزريعة، خلال سنة 1949م باكتشاف الموهبة الصوتية والغنائية لهذه الشابة التي التحقت بعد مدة قليلة بمقر القناة الإذاعية الثانية ضمن الإذاعة الجزائرية.
وما أن التحقت «جوهرة باشان» بمقر الإذاعة الجزائرية بمعية «شابحة» حتى أجري لها امتحان صوتي وفني في حصة تُبث باللغتين العربية والقبائلية تحت إشراف الفنانين سفير بودالي وسعيد رزوق وأحمد بلحسن، وذلك بتوجيه من المدير الشيخ نور الدين مزيان [الفرنسية] الذي كان قائد الأوركسترا الذي شجعها كثيرا ونصحها ودعمها.
وبعد نجاحها في الامتحان الصوتي، أطلق عليها الفنان سعيد رزوق الاسم الفني «جميلة».

### برنامج أورار الخالات
بعد رسوخ تجربتها الإذاعية والغنائية، شاركت الفنانة «شابحة» في تنشيط العديد من البرامج الإذاعية خلال مسيرتها الفنية رفقة زميلاتها جميلة جوهرة باشان ووريدة ويمينة ثم الفنانات الزواويات اللواتي التحقن بالقناة الإذاعية الثانية الناطقة باللغة القبائلية.
وأشهر برنامج إذاعي عُرفت من خلال موهبة «شابحة» هو أورار لخالات [القبيلية] الذي كان يُعنى بأغاني النساء الزواويات وفق طابع أشويق.
ثم تلاه برنامج إذاعي شهير آخر هو نوبة لخالات الذي كان يُعنى باكتشاف المواهب الغنائية النسوية الزواوية وفق طابع أشويق والفن الزواوي الأصيل.
وكان برنامج نوبة لخالات تطورا ملحوظا في أداء القناة الإذاعية الثانية عبر الانتقال من مجرد بث أغاني طابع أشويق إلى مرحلة إنتاج أغان مصحوبة بأوركسترا.
وقد استمر إنتاج وبث حصة "أورار لخالات [القبيلية] (Urar Lkhalat)" لعشرات السنين على أمواج الإذاعة الجزائرية.

## أغاني أشويق

### أغاني الفنانة شابحة
تُعتبر الفنانة «شابحة» من أشهر مغنيات «أشويق»، ومن بين أغانيها المعروفة:
- 1930م: زواج (Zouadj).
- 1932م: تيويزي (Tiwizi).
- 1935م: آياذرار (Ayadrar).
- 1938م: تساقوجيلت (Tsagujilt).
- 1940م: ألبوم 1.
- 1944م: ألبوم 2.

### فيديوهات أغاني شابحة
- أغنية: زواج (Zouadj) على يوتيوب
- أغنية: تيويزي (Tiwizi) على يوتيوب
- أغنية: آياذرار (Ayadrar) على يوتيوب
- أغنية: تساقوجيلت (Tsagujilt) على يوتيوب
- ألبوم: 1 على يوتيوب
- ألبوم: 2 على يوتيوب

### مواضيع ذات صلة
- أشويق
- الفن الزواوي
- الموسيقى الأمازيغية
- الإذاعة الجزائرية
- القناة الإذاعية الثانية
- أورار لخالات [القبيلية]
- نوبة لخالات
- أنيسة
- بهية
- جميلة
- جيدة ثامقرانث
- حنيفة
- خدوجة
- زينة
- شريفة
- علجية
- نوارة
- ونيسة
- يمينة
- زواوة
- عروش زواوة
- منطقة القبائل
- قائمة الأسماء الأمازيغية
- ولاية برج بوعريريج
- دائرة الجعافرة
- بلدية الماين
- قرية آيث حالة

### وصلات خارجية
- الموقع الرسمي لوزارة الثقافة الجزائرية
- الموقع الرسمي لولاية تيزي وزو
- الموقع الرسمي لولاية الجزائر